# Alfons van Orléans-Bourbon
Alfonso Maria Frans Dictus van Orléans-Bourbon (Madrid, 12 november 1886 - Sanlúcar de Barrameda, 10 augustus 1975) was een Spaanse prins en piloot. Alfons was de oudste zoon van Anton Maria van Orléans-Bourbon en diens vrouw Maria Eulalia van Spanje. Hij was een neef van de Spaanse koning Alfons XIII. Van moederszijde was hij een kleinzoon van koningin Isabella II van Spanje.
In 1899 werden Alfons en zijn jongere broer Lodewijk naar Engeland gestuurd, om te worden onderwezen aan het jezuïtische Beaumont College. Ze bleven daar tot 1904. Vervolgens ging Alfons naar de militaire akademie van Toledo, waar hij afstudeerde in 1906. Daarna volgde hij een opleiding tot piloot in Frankrijk. Hij werd een van de vooraanstaande vliegeniers van het Spaanse leger en leidde de luchtmacht bij de Spaanse landing in Al Hoceima (Marokko), in 1925. In mei 1930 was hij als passagier van de Graf Zeppelin aanwezig bij de overtocht van Sevilla naar Brazilië. Vandaar vloog hij door naar de Verenigde Staten, waar hij een ontmoeting had met de Amerikaanse president Herbert Hoover.
In 1931 benoemde Alfons XIII hem tot commandant van de Spaanse luchtstrijdkrachten. Na de vestiging van de Tweede Spaanse Republiek, twee maanden na zijn benoeming, vestigde Alfons zich aanvankelijk als banneling in Londen. Toen hij in 1932 weer voet op Spaanse bodem zette, werd hij meteen gevangengenomen en in Dakhla (Westelijke Sahara) geïnterneerd. In 1933 wist hij met een aantal lotgenoten te ontsnappen naar Lissabon.
In 1937, bij het begin van de Spaanse Burgeroorlog, werd hij door Franco aan het hoofd geplaatst van de Spaanse luchtmacht. Dat bleef hij tot 1945, toen hij ontslag moest nemen ten gevolge van zijn steun aan de graaf van Barcelona, die de monarchie in Spanje wilde herstellen. Hij bleef wel actief als vlieger in de Spaanse luchtmacht.

## Huwelijk en kinderen
Op 15 juli 1909 trad hij in het huwelijk met Beatrice van Saksen-Coburg-Gotha, een kleindochter van koningin Victoria. Door het huwelijk raakte Alfons enige tijd uit de gratie, omdat zijn bruid protestants was en bleef.
Het paar kreeg drie kinderen:
- Alvaro (1910-1997)
- Alfonso Maria (1912-1936)
- Ataulfo (1913-1974)